# Dusty (Washington)

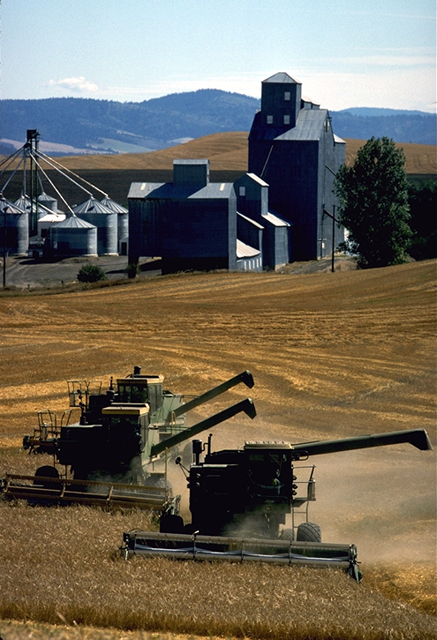
Aratás a helység közelében

Dusty az Amerikai Egyesült Államok északnyugati részén, Washington állam Whitman megyéjében elhelyezkedő önkormányzat nélküli település. A helységen nem végeznek népszámlálást.
A településen él a számos népzenei fesztiválon fellépő Wylie & The Wild West frontembere, Wylie Gustafson.

## Fordítás
Ez a szócikk részben vagy egészben  a   Dusty, Washington című angol Wikipédia-szócikk ezen változatának fordításán alapul.  Az eredeti cikk szerkesztőit annak laptörténete sorolja fel. Ez a jelzés csupán a megfogalmazás eredetét és a szerzői jogokat jelzi, nem szolgál a cikkben szereplő információk forrásmegjelöléseként.